# Fjorden, Småland
Fjorden är en sjö i Nybro kommun i Småland och ingår i Ljungbyåns huvudavrinningsområde.